# Neuroleon (Neuroleon) quadripunctatus
Neuroleon (Neuroleon) quadripunctatus is een insect uit de familie van de mierenleeuwen (Myrmeleontidae), die tot de orde netvleugeligen (Neuroptera) behoort. 
Neuroleon (Neuroleon) quadripunctatus is voor het eerst wetenschappelijk beschreven door Navás in 1931.